# Agorakritosz
A pároszi származású szobrász Pheidiasz tanítványa, Alkamenész vetélytársa volt. Neki tulajdonítják az eredetiben fennmaradt Démétér-szobrot Eleusziszból. Másik szobra a rhamnuszi (Attika) Nemeszisz, amelyet töredékekből (a töredékek a londoni British Museumban találhatók) rekonstruáltak római másolatok és Pauszaniasz Periégétész leírása alapján. Alapját az Athéni Nemzeti Múzeum őrzi. A hagyomány további alkotásait is említi: Athéna Itónia és Zeusz bronzszobrait a boiótiai Koróneiából, valamint az Istenek anyja szobrot, amely Athénban, az Agorán állt.